# Caimito (planta)
O caimito (Chrysophyllum cainito, L.), também designado por camitié, abio ou abio-do-pará ou ainda aguaí, é uma árvore da família sapotácea.
Não é endêmica do Brasil, mas é encontrada no Sul (Paraná), Sudeste (Espírito Santo, Minas Gerais, Rio de Janeiro, São Paulo), Nordeste (Alagoas, Bahia, Sergipe) e Norte (Pará).

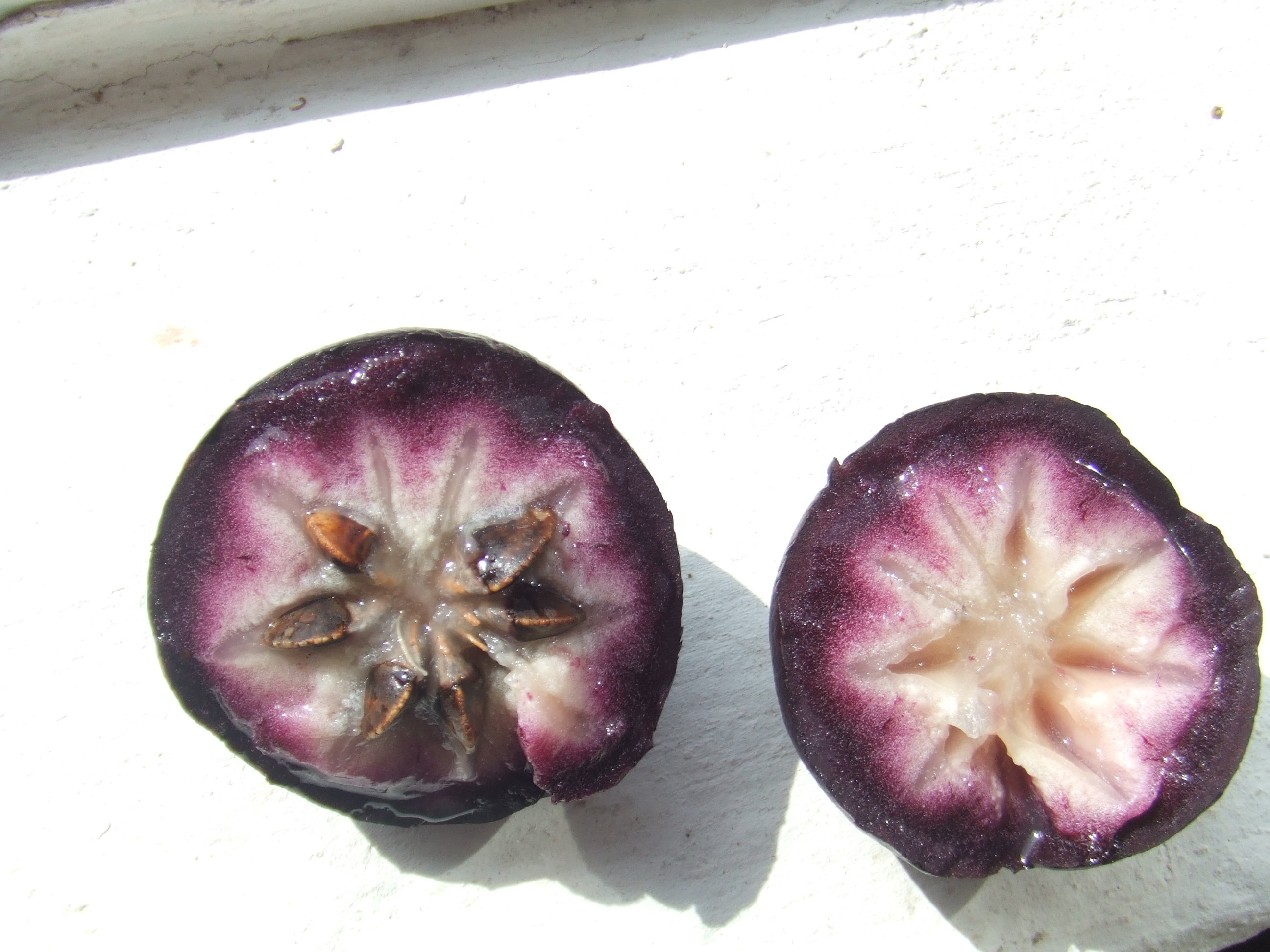
Caimito cortado.

A folha é utilizada por possuir propriedades que trazem efeitos balsâmico e anti-inflamatório.  Os frutos também são amplamente utilizados in natura e processados como geleias.
A fruta tem forma de pêra e pode ser vermelho púrpura ou verde claro, quando cortada ao meio apresenta uma estrela de oito segmentos, sua polpa é doce e aromática, mas a casca não é comestível.

## Nome e etimología
Caimito pode vir de origem taíno caimitu ou do maia cab suco, im teta e vitis resina de árvore.

## Classificação e descrição
Árvore de médio porte, de 10 a 25 m de altura, embora possa atingir 35 m, tronco de até 1 m, com tronco sulcado. A casca é cor de café acinzentada e contém grande quantidade de látex esbranquiçado e pegajoso. As folhas são simples, alternas, coriáceas, elípticas, bordo inteiro, ápice agudo, quase sempre verdes, perenes, de cor dourada ou bronze, alternas, de formato oval, inteiras, e medem entre 5 a 15 centímetros. Por sua cor na parte frontal, esta folha é dita dourada, muito atraente ao mover-se com o vento porque sua pilosidade é dourada, de 6 a 15 cm de comprimento x 3 a 8 cm de largura.  

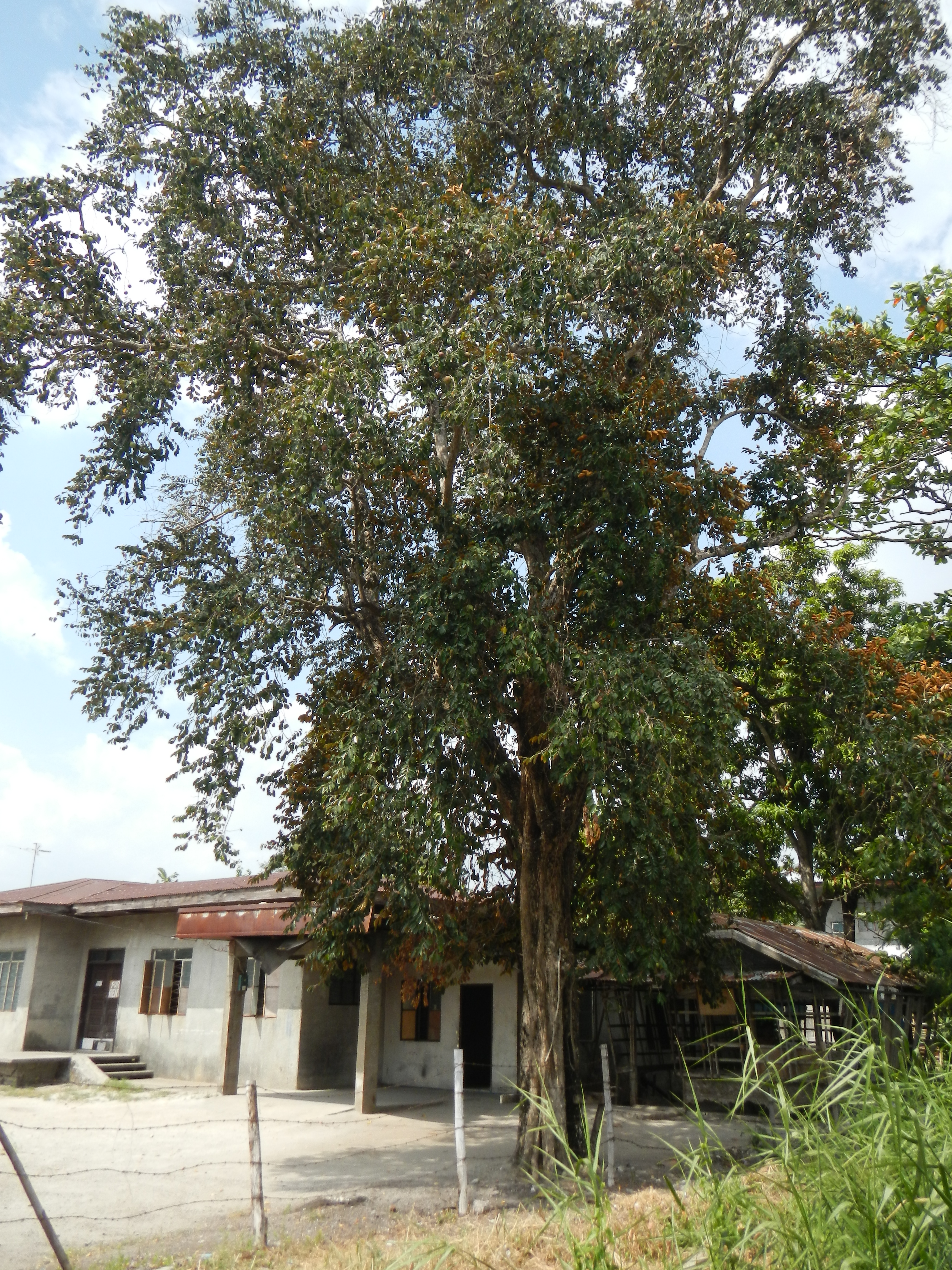
Aparência da árvore

As flores são verde brilhante acima e marrom dourado abaixo, com pubescência dourada sedosa, peciolada. Inflorescências axilares, com flores creme amareladas dispostas em fascículos axilares. Possui fruto tipo baga, de 5 a 8 cm de diâmetro, verde claro ou roxo, globoso a subgloboso, tornando-se roxo quando maduro e geralmente verde ao redor da sépala e com padrão de estrela. A casca contém muito látex que não é comestível. As sementes são de cor marrom claro e duras. Dá frutos todos os anos depois que a árvore completa sete anos. É auto-fértil. A polpa é esbranquiçada, suculenta e contém de 7 a 10 sementes dispostas em forma de estrela. Dessas sementes, apenas três a cinco são viáveis.  
Não deve confundir a esta espécie com outra sapotacea que costuma receber nomes populares semelhantes e que é conhecida cientificamente como Pouteria caimito (abieiro).

## Distribuição
O área de origem do caimito é da região das Antilhas, com a chegada dos europeus esta espécie introduziu-se ao resto do continente Americano, se encontrando naturalizado em altitudes médias e baixas desde o sudoeste de México até oPanamá. É cultivada em regiões como o Estados Unidos (Flórida), América do Sul, Ásia e África.
Foi levado para o Brasil no século XIX e hoje é encontrado em pomares domésticos de regiões tropicais.

## Ambiente
O caimito cresce e desenvolve-se em climas secos e úmidos, mas sempre quentes. Para produção, pode-se plantar desde o nível do mar até uma altitude de 1000 m, ainda que a árvore cresça normalmente em alturas superiores, tendo-se encontrado instâncias a 1200 metros sobre o nível do mar. Esta espécie requer de temperaturas mínimas de 26 °C em média, bem como uma umidade ambiental alta. Cresce e desenvolve em solos arenosos e argilosos com boa drenagem, já que não tolera as inundações, como também não tolera geadas.